# Walter B. Miller

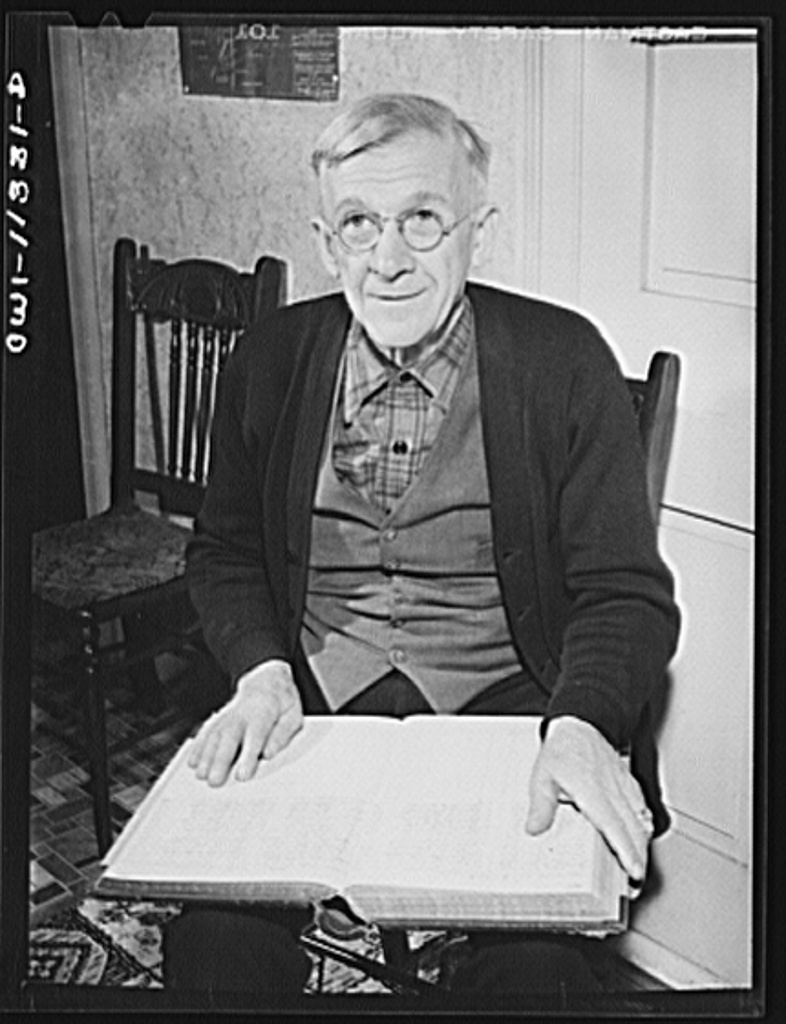
Walter B. Miller

Walter Benson Miller (* 7. Februar 1920 in Philadelphia, Pennsylvania; † 28. März 2004 in Cambridge, Massachusetts) war ein US-amerikanischer Ethnologe, Soziologe und Kriminologe, der durch seinen Beitrag zur kriminologischen Subkulturtheorie international bekannt wurde.
Miller legte das Master-Examen mit dem Hauptfach Ethnologie an der University of Chicago ab und wurde als Soziologe von der Harvard University zu Ph.D. promoviert. An der Universität Chicago widmete er sich von 1948 bis 1953 ethnologischen Forschungen über die Fox Indianer. Danach wandte er sich der Stadtsoziologie zu.
Seit 1957 erforschte Miller im Auftrag der US-Regierung die Jugendkriminalität und publizierte diverse Schriften zum Thema. Seine These, nach der jugendliche Bandendelinquenz die Manifestation einer eigenständigen Kultur der Unterschicht ist, gehört zum klassischen Repertoire der Kriminalsoziologie.
Miller war in der Region Boston als Jazz-Trompeter bekannt.